# Campionat d'escacs de la Unió Soviètica

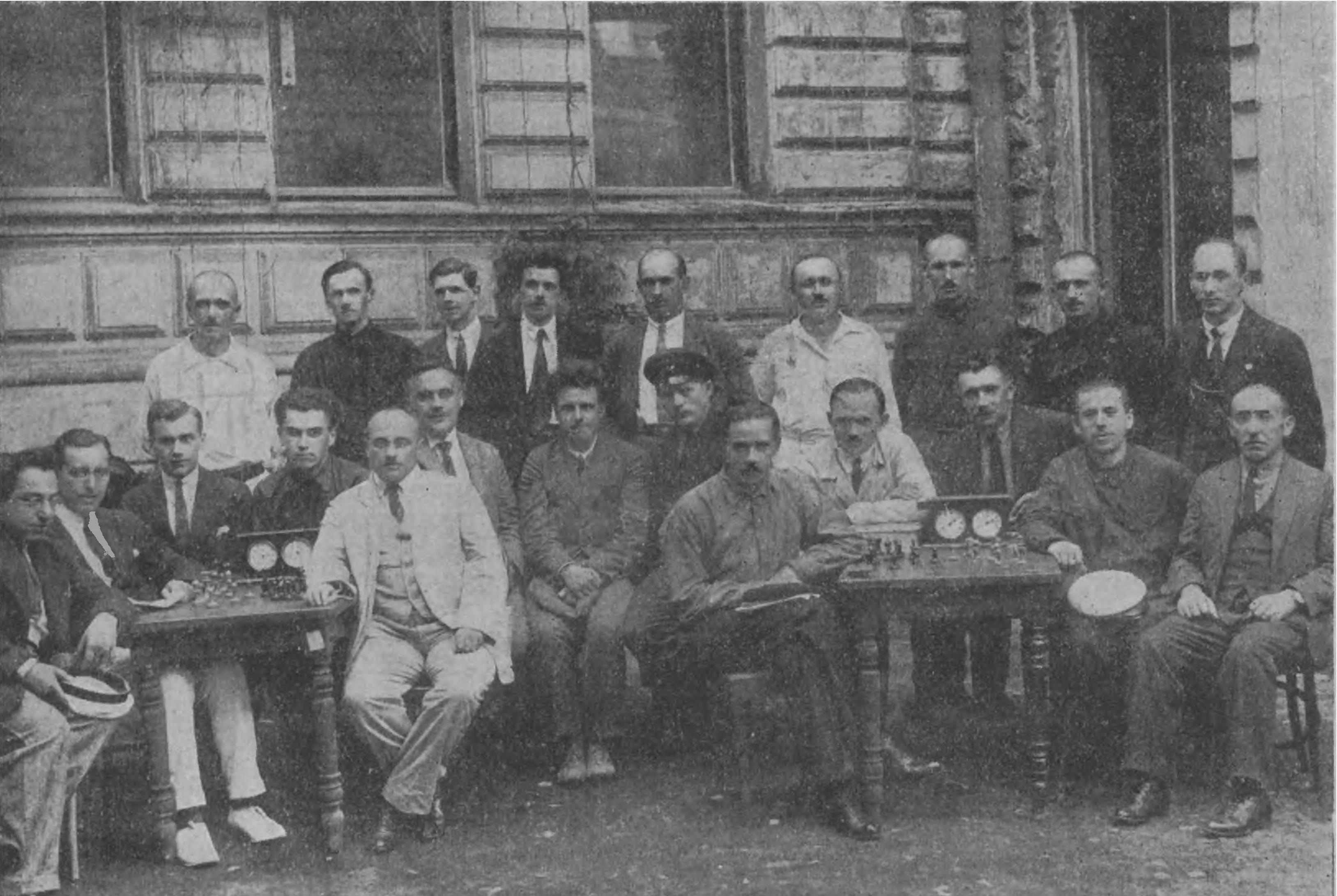
Els participants del quart Campionat de l'URSS (1925)

El Campionat d'escacs de la Unió Soviètica (masculí) era el campionat nacional d'escacs que servia per determinar el campió de l'URSS. Ha estat el més fort campionat estatal d'escacs que mai s'hagi dut a terme, amb no menys de vuit Campions del món, quatre finalistes del campionat del món i tretze participants en almenys un Torneig de Candidats entre els seus vencedors. Kaspàrov va declarar en una entrevista:
| « | guanyar un campionat de l'URSS era un èxit i una fita personal. Aquells qui ho van fer més d'un cop eren sens dubte jugadors d'una classe superior. | » |

Els campions del món Mikhaïl Botvínnik i Mikhaïl Tal van obtenir el títol sis cops, però mai no es van enfrontar en un campionat de l'URSS. Botvínnik va participar onze cops en una final, entre 1927 i 1955. Tal hi participà vint vegades: dinou cops entre 1956 i 1979, així com a la darrera edició, el 1991. Van obtenir el seu primer títol als vint anys, i el sisè i darrer als quaranta-dos anys.
Entre 1951 i 1969, cada tres anys, el campionat de l'URSS va fer també de Torneig Zonal, classificatori per al cicle de candidats al Campionat del Món. Només quatre jugadors soviètics eren seleccionats per participar en el Torneig Interzonal organitzat l'any següent. A partir de 1956, les finals asseguraven també al vencedor una plaça dins d'equip de l'URSS que participaria en les següents Olimpíades d'escacs.
Pels períodes anteriors a 1920 o posteriors a 1991, vegeu Campionat d'escacs de Rússia.

## Organització
Retrospectivament, es considerà que el primer campionat d'escacs de l'URSS havia estat l'Olimpíada Panrussa d'Escacs de 1920. Amb el nom definitiu, l'esdeveniment començà a celebrar-se el 1923, un cop fundada l'URSS.
La fase final del campionat d'escacs de l'URSS, rebatejada com a Lliga superior o divisió superior del campionat de l'URSS a partir de 1973, es va celebrar, de 1923 fins a 1991, sota la forma d'una lliga de tots contra tots, amb l'excepció de les edicions 35a i 58a (1967 i 1991 respectivament) que s'organitzaren per sistema suís i de la 6a edició (1929, quatre quarts de final amb 9 jugadors, dues semifinals amb 6 jugadors, i una final amb 3 jugadors). Els torneigs de lliga varen tenir entre un mínim de 13 participants (el 1923) i 23 participants (el 1969), tot i que el nombre de jugadors més vegades repetit fou de 18 o de 20 (un total de trenta-sis cops).
Fins al 1940, el campionat de l'URSS va celebrar-se cada dos anys; a partir de 1944, s'organitzà anualment llevat dels anys 1946, 1953 i 1982, en què no hi hagué campionat. El 1961 va veure dues edicions —
la 28a i 29a, guanyades per Tigran Petrossian i Borís Spasski i que es varen jugar, respectivament, el gener-febrer i el novembre-desembre de 1961.
En quatre ocasions, els anys 1965, 1967, 1969 i 1981, hi va haver dues edicions que finalitzaren el mateix any natural (la primera començant entre nadal i cap d'any, i acabant abans del 7 de febrer, i la segona a l'octubre o al desembre). És a causa d'aquesta irregularitat que els campionats de l'URSS són sovint designats pel seu número, més que per l'any en què foren celebrats.
Els sistemes de selecció van anar canviant al llarg de les diferents edicions del campionat. Fins al 1927, els jugadors hi participaven per invitació. A partir de 1929, s'instauraren a tot el país les semifinals, en nombre variable (de 3 a 6), i els quarts de final. De vegades, els campionats de certes repúbliques soviètiques com la RSFS de Rússia, o fins i tot de la ciutat de Leningrad, varen servir de semifinals. El 1962, els campionats dels clubs esportius Spartak, Trud, Beretxnik varen servir també com a semifinals.
A partir de 1973 les semifinals foren substituïdes per un o més torneigs de classificació, que repartien els jugadors entre el torneig de la lliga superior o super-lliga (l'antiga final), i el torneig de la "primera lliga" (o primera divisió).
Hi va haver sovint guanyadors ex æquo (en 22 edicions), i els jugadors empatats varen disputar desempats (en 9 ocasions) per matx o amb un mini torneigs, no sempre decisiu.
Cada tres anys, de 1951 a 1969, les finals varen servir per seleccionar els jugadors soviètics que participarien en els Torneigs Interzonals. Aquestes finals només podien classificar 4 jugadors, i foren les més disputades, amb, cada vegada, la participació d'un mínim de nou antics o futurs campions de la Unió Soviètica. A partir de 1973, hi va haver 2 i després 3 torneigs interzonals, de manera que el nombre de jugadors soviètics seleccionats es va doblar i després tripilicar; per això, els campionats de l'URSS van esdevenir menys importants pels jugadors soviètics durant els anys 1970 i 1980s.

## Palmarès

### 1920 – 1940 (Alekhin, Romanovski, Bogoliúbov, Botvínnik i Löwenfisch)
| Ed. | Any        | Dates                         | Ciutat    | Vencedor(s)              | Punts               | Punts   | Notes                                              |
| --- | ---------- | ----------------------------- | --------- | ------------------------ | ------------------- | ------- | -------------------------------------------------- |
| 1   | 1920       | 4 - 24 d'octubre              | Moscou    | Alekhin                  | (+9−0=6)            | 12/15   | 2n : Romanovski                                    |
| 2   | 1923       | 8 - 24 de juliol              | Petrograd | Romanovski               | (+9−1=2)            | 10/12   | 2n : Levenfish                                     |
| 3   | 1924       | 23 d'agost - 15 de setembre   | Moscou    | Bogoliúbov               | (+13−0=4)           | 15/17   | 2n : Löwenfisch                                    |
| 4   | 1925       | 11 d'agost - 6 de setembre    | Leningrad | Bogoliúbov               | (+11−2=6)           | 14/19   | 2n : Romanovski                                    |
| 5   | 1927       | 26 de setembre - 25 d'octubre | Moscou    | Bogatyrtchouk Romanovski | (+10−1=9) (+12−3=5) | 14,5/20 |                                                    |
| 6   | 1929       | 2-20 de setembre              | Odessa    | Verlinski                | (+11−2=4)           | 13/17   | 2n : Freiman després de la final a tres.           |
| 7   | 1931       | 10 d'octubre - 11 de novembre | Moscou    | Botvínnik                | (+12−2=3)           | 13,5/17 | 2n : Rioumine                                      |
| 8   | 1933       | 16 d'agost - 9 de setembre    | Leningrad | Botvínnik                | (+11−2=6)           | 14/19   | 2n : Alatortsev                                    |
| 9   | 1934/ 1935 | 7 de desembre - 2 de gener    | Leningrad | Löwenfisch Rabinovitch   | (+8−3=8) (+9−4=6)   | 12/19   |                                                    |
| 10  | 1937       | 12 d'abril - 14 de maig       | Tbilisi   | Löwenfisch               | (+9−3=7)            | 12,5/19 | 2n - 3r : Konstantinopolski i Ragozin              |
| 11  | 1939       | 15 d'abril - 16 de maig       | Leningrad | Botvínnik                | (+8−0=9)            | 12,5/17 | 2n : Kótov                                         |
| 12  | 1940       | 5 de setembre - 3 d'octubre   | Moscou    | Lilienthal Bondarevski   | (+8−0=11) (+10−2=7) | 13,5/19 | Els sis primers disputaren un matx-torneig el 1941 |

### El matx-torneig de 1941
Del 23 de març al 29 d'abril de 1941, a Leningrad i posteriorment a Moscou es va celebrar un torneig de desempat entre els 6 primers jugadors del XII Campionat (Lilienthal, Bondarevski, Smislov, Keres, Boleslavski i Botvínnik) per designar un aspirant soviètic que jugués contra el Campió del món Alekhin.
Botvínnik va guanyar aquest torneig (+9 −2 =9), disputat a quatre rondes (cada jugador s'enfrontà als seus rivals quatre cops), amb 2,5 punts d'avantatge sobre Keres i 3,5 sobre Smislov. Va rebre el títol de campió absolut de l'URSS, tot i que aquest torneig no és pas considerat com un Campionat de l'URSS. La final del XIII campionat de l'URSS estava prevista per la tardor de 1941, amb els 6 jugadors del torneig de març-abril més Kótov, Löwenfisch i els millors de 3 semifinals, però l'Alemanya Nazi va envair l'URSS el 22 de juny de 1941.

### 1944 – 1956 (Botvínnik, Keres, Bronstein, Smislov, Averbakh i Taimànov)
| Ed. | Any        | Dates                           | Ciutat    | Vencedor(s)               | Punts                | Punts   | Notes                                                                                        |
| --- | ---------- | ------------------------------- | --------- | ------------------------- | -------------------- | ------- | -------------------------------------------------------------------------------------------- |
| 13  | 1944       | 21 de maig - 17 de juny         | Moscou    | Botvínnik                 | (+11−2=3)            | 12,5/16 | 2n : Smislov                                                                                 |
| 14  | 1945       | 1 de juny - 3 de juliol         | Moscou    | Botvínnik                 | (+13−0=4)            | 15/17   | 2n : Boleslavski                                                                             |
| 15  | 1947       | 2 de febrer - 8 de març         | Leningrad | Keres                     | (+10−1=8)            | 14/19   | 2n : Boleslavski                                                                             |
| 16  | 1948       | 10 de novembre - 13 de desembre | Moscou    | Bronstein Kótov           | (+7−1=10) (+10−4=4)  | 12/18   |                                                                                              |
| 17  | 1949       | 16 d'octubre - 20 de novembre   | Moscou    | Smislov Bronstein         | (+9−2=8) (+8−1=10)   | 13/19   |                                                                                              |
| 18  | 1950       | 10 de novembre - 12 de desembre | Moscou    | Keres                     | (+8−2=7)             | 11,5/17 | 2n-4t : Aronin, Lipnitski i Tóluix                                                           |
| 19  | 1951       | 11 de novembre - 14 de desembre | Moscou    | Keres                     | (+9−2=6)             | 12/17   | 2n-3r : Hèl·ler i Petrossian. Torneig Zonal                                                  |
| 20  | 1952 /1953 | 29 de novembre - 29 de desembre | Moscou    | Botvínnik Taimànov        | (+9 −1 =9) (+11−3=5) | 13,5/19 | 1r : Botvínnik; 2n : Taïmanov, després del matx de desempat disputat el 1953.                |
| 21  | 1954       | 7 de gener - 7 de febrer        | Kíev      | Averbakh                  | (+10−0=9)            | 14,5/19 | 2n-3r : Kortxnoi i Taïmanov                                                                  |
| 22  | 1955       | 11 de febrer - 15 de març       | Moscou    | Hèl·ler Smislov           | (+10−5=4) (+7−2=10)  | 12/19   | 2n : Smislov, després del matx de desempat. Torneig Zonal Darrera participació de Botvínnik. |
| 23  | 1956       | 10 de gener - 15 de febrer      | Leningrad | Taimànov Averbakh Spasski | (+8−2=7) (+7−1=9)    | 11,5/17 | 2n-3r : Averbakh i Spasski, després del torneig de desempat. Primera participació de Tal     |

### 1957 – 1973 (Tal, Petrossian, Kortxnoi, Spasski, Stein i Polugaevski)
| Ed. | Any        | Dates                           | Ciutat    | Vencedor(s)                   | Punts                         | Punts   | Notes |
| --- | ---------- | ------------------------------- | --------- | ----------------------------- | ----------------------------- | ------- | --- |
| 24  | 1957       | 20 de gener - 22 de febrer      | Moscou    | Tal                           | (+9−2=10)                     | 14/21   | 2n-3r : Bronstein i Keres |
| 25  | 1958       | 12 de gener - 14 de febrer      | Riga      | Tal                           | (+10−3=5)                     | 12,5/18 | 2n : Petrossian. Torneig Zonal |
| 26  | 1959       | 9 de gener - 11 de febrer       | Tbilissi  | Petrossian                    | (+8−0=11)                     | 13,5/19 | 2n-3r : Spasski i Tal |
| 27  | 1960       | 26 de gener - 26 de febrer      | Leningrad | Kortxnoi                      | (+12−3=4)                     | 14/19   | 2n-3r : Hèl·ler i Petrossian |
| 28  | 1961a      | 11 de gener - 11 de febrer      | Moscou    | Petrossian                    | (+9−1=9)                      | 13,5/19 | 2n : Kortxnoi. Torneig Zonal |
| 29  | 1961b      | 16 de novembre - 12 de desembre | Bakú      | Spasski                       | (+10−1=9)                     | 14,5/20 | 2n : Polugaevski. Segona final organitzada el 1961 |
| 30  | 1962       | 21 de novembre - 20 de desembre | Erevan    | Kortxnoi                      | (+10−1=8)                     | 14/19   | 2n-3r : Taïmanov i Tal |
| 31  | 1963       | 23 de novembre - 27 de desembre | Leningrad | Stein Spasski Khólmov         | (+6−1=12) (+5−0=14) (+6−1=12) | 12/19   | 2n-3r : Spasski i Khólmov, després del torneig de desempat a tres disputat el 1964. Els sis primers disputaren un Torneig Zonal el 1964 (guanat per Spasski). |
| 32  | 1964 /1965 | 25 de desembre - 27 de gener    | Kiev      | Kortxnoi                      | (+11−0=8)                     | 15/19   | 2n : Bronstein |
| 33  | 1965       | 21 de novembre - 24 de desembre | Tallinn   | Stein                         | (+10−1=8)                     | 14/19   | 2n : Polugaevski |
| 34  | 1966 /1967 | 28 de desembre - 2 de febrer    | Tbilissi  | Stein                         | (+8−2=10)                     | 13/20   | 2n : Hel·ler. Torneig Zonal |
| 35  | 1967       | 7-26 de desembre                | Kharkov   | Polugaevski Tal               | (+7?−?=2?) (+7−0=6)           | 10/13   | Un sistema suís a 126 jugadors. |
| 36  | 1968 /1969 | 30 de desembre - 1 de febrer    | Alma-Ata  | Polugaevski Aleksandr Zaitsev | (+7−1=11) (+6−0=13)           | 12,5/19 | 2n : A. Zaitsev, després del matx de desempat. 3r: Anatoli Lútikov                                                                                            |
| 37  | 1969       | 6 de setembre - 12 d'octubre    | Moscou    | Petrossian Polugaevski        | (+6−0=16) (+7−1=14)           | 14/22   | 2n : Polugaevski, després del matx de desempat disputat el 1970. Torneig Zonal.                                                                               |
| 38  | 1970       | 25 de novembre - 28 de desembre | Rīga      | Kortxnoi                      | (+12−1=8)                     | 16/21   | 2n : Tukmakov |
| 39  | 1971       | 15 de setembre - 17 d'octubre   | Leningrad | Savon                         | (+9−0=12)                     | 15/21   | 2n-3r : Smislov i Tal |
| 40  | 1972       | 16 de novembre - 19 de desembre | Bakú      | Tal                           | (+9−0=12)                     | 15/21   | 2n : Tukmakov. Torneig Zonal. |
| 41  | 1973       | 1- 27 d'octubre                 | Moscou    | Spasski                       | (+7−1=9)                      | 11,5/17 | 2n-6è : Kàrpov, Kortxnoi, Kuzmin, Petrossian et Polugaevski. La final fou rebatejada com a lliga superior.                                                    |

### 1974 – 1991 (Tal, Beliavski, Kàrpov, Kaspàrov, Psakhis i Tseixkovski)
| Ed. | Any        | Dates                           | Ciutat    | Vencedor(s)                          | Punts                               | Punts   | Notes                                                                                                 |
| --- | ---------- | ------------------------------- | --------- | ------------------------------------ | ----------------------------------- | ------- | --- |
| 42  | 1974       | 30 de novembre - 23 de desembre | Leningrad | Beliavski Tal                        | (+6−2=7)                            | 9,5/15  | |
| 43  | 1975       | 28 de novembre - 22 de desembre | Erevan    | Petrossian                           | (+6−1=8)                            | 10/15   | 2n-5è : Vaganian, Gulko, Romànixin i Tal                                                              |
| 44  | 1976       | 26 de novembre - 24 de desembre | Moscou    | Kàrpov                               | (+8−1=8)                            | 12/17   | 2n : Balachov                                                                                         |
| 45  | 1977       | 28 de novembre - 22 de desembre | Leningrad | Gulko Dorfman                        | (+4−0=11)                           | 9,5/15  | El matx de desempat acabà amb igualtat entre els vencedors.                                           |
| 46  | 1978       | 1-28 de desembre                | Tbilissi  | Tal Tseixkovski                      | (+5−0=12) (+6−1=10)                 | 11/17   | |
| 47  | 1979       | 29 de novembre - 27 de desembre | Minsk     | Hèl·ler                              | (+6−0=11)                           | 11,5/17 | 2n : Iussúpov                                                                                         |
| 48  | 1980 /1981 | 25 de desembre - 21 de gener    | Vilnius   | Psakhis Beliavski                    | (+8−4=5) (+6−2=9)                   | 10,5/17 | |
| 49  | 1981       | 27 de novembre - 22 de desembre | Frunze    | Kaspàrov, Psakhis                    | (+10−2=5) (+9−1=7)                  | 12,5/17 | |
| 50  | 1983       | 2 - 28 d'abril                  | Moscou    | Kàrpov                               | (+5−1=9)                            | 9,5/15  | 2n : Tukmakov                                                                                         |
| 51  | 1984       | 3 - 28 d'abril                  | Lviv      | Sokolov                              | (+8−0=9)                            | 12,5/17 | 2n : Lerner                                                                                           |
| 52  | 1985       | 22 de gener - 19 de febrer      | Riga      | Gavrikov Gurévitx Txernín            | (+4−1=14) (+6−3=10) (+5−2=12)       | 11/19   | Torneig Zonal. El torneig de desempat acabà amb igualtat entre els vencedors.                         |
| 53  | 1986       | 2 - 28 d'abril                  | Kiev      | Tseixkovski                          | (+6−1=10)                           | 11/17   | 2n-7è : Malaniuk, Eingorn, Lerner, Balachov, Gavrikov i Baréiev                                       |
| 54  | 1987       | 4 - 29 de març                  | Minsk     | Beliavski Sàlov                      | (+7−2=8)                            | 11/17   | Torneig Zonal. 2n : Salov, després del matx de desempat (+0=2-2).                                     |
| 55  | 1988       | 25 de juliol - 19 d'agost       | Moscou    | Kàrpov Kaspàrov                      | (+6−0=11)                           | 11,5/17 | El matx de desempat fou anul·lat per un acord entreels dos vencedors. 3r Sàlov, empatat amb Iussúpov. |
| 56  | 1989       | 22 de setembre - 16 d'octubre   | Odessa    | Vaganian                             | (+5−2=8)                            | 9/15    | 2n-5è : Beliavski, Gelfand, Dolmàtov i Eingorn                                                        |
| 57  | 1990       | 18 d'octubre - 3 de novembre    | Leningrad | Beliavski Yudasin Baréiev Vyzmanavin | (+5−1=7) (+4−0=9) (+6−2=5) (+5−1=7) | 8,5/13  | |
| 58  | 1991       | 1-13 de novembre                | Moscou    | Minassian Maguerràmov                | (+7−1=3) (+6−0=5)                   | 8,5/11  | Un sistema suís amb 64 jugadors. 2n: Maguerràmov per desempat.                                        |

## Balanç

### Victòries

#### Títols
Més victòries :
- 6 títols:[20]
  - Botvínnik (el 1931, 1933, 1939, 1944, 1945 i, ex æquo, vencedor del matx de desempat, el 1952/1953)
  - Tal (en solitari el 1958, 1959 i 1978; ex æquo el 1967, 1972 i 1974),
- 4 títols: 
  - Kortxnoi (el 1960, 1962, 1964/1965 i 1970, quatre cops en solitari)
  - Petrossian (el 1959, febrer de 1961, 1969 i 1975, vencedor del matx de desempat el 1969)
  - Quatre cops ex æquo : Beliavski (el 1974, 1980/1981, 1987 i 1990, vencedor del matx de desempat el 1987),
- 3 títols: 
  - Keres (el 1947, 1950 i 1951, tres cops vencedor en solitari),
  - Stein (el 1963/1964, 1965 i 1966/1967, vencedor del torneig de desempat el 1963)
  - Kàrpov (el 1976, 1983 i 1988, ex æquo el 1988),
- 4 primers llocs, i dos títols :
  - Spasski (vencedor en solitari el gener de 1961 i 1973, 1r-3r ex æquo el 1956 i 1963, dos torneigs de desempat perduts),
- 3 primers llocs ex æquo consecutius i dos títols:
  - Polugaevski (el 1967, 1968/1969 i 1969/1970, 2 desempats disputats, un de guanyat),
- 2 títols: 
  - Bogoliúbov (dos cops vencedor en solitari: el 1924 i 1925),
  - Hèl·ler (vencedor en solitari el 1979 i guanyador del matx de desempat el 1955),
  - dues primeres places, una de les quals ex æquo : Romanovski, Löwenfisch i Tseixkovski.
  - dues primeres places ex æquo : Bronstein, Psakhis i Kaspàrov.
- 1 títol :
  - Averbakh: un cop vencedor en solitari (el 1954) i un cop ex æquo (el 1956, segon del torneig de desempat)
  - Dues primeres places ex æquo i un matx de desempat perdut : Smislov, Taimànov.
  - Un cop vencedor en solitari: Alekhin, Verlinski, Savon, Sokolov i Vaganian.
  - Una primera plaça ex æquo amb un desempat disputat (finalitzat amb igualtat entre els jugadors) : Gulko, Dorfman, Gavrikov, Gurévitx, Txernín,
  - Una primera plaça ex æquo : Bogatyrtchouk, I. Rabinovitch, Lilienthal, Bondarevski, Kótov, Yudasin, Baréiev, Vyzmanavin i Minassian.
- Una primera plaça ex æquo i un matx-torneig de desempat perdut: Khólmov (el 1963/1964, tercer del torneig de desempat), A. Zaïtsev (el 1969, segon després del matx de desempat) i Salov (el 1987, segon després del matx de desempat).
- Una primera plaça ex æquo i segon al desempat: Maguerràmov (el 1991).

Entre els jugadors soviètics importants que mai varen arribar a guanyar un Campionat de l'URSS hi figuren Ragozin (2n el 1937), Boleslavski (2n el 1945 i 1947, 3r el 1944), Fourman (3r el 1948), Tukmakov (2n el 1970, 1972 i 1983), Kuzmin (3r-5è el 1972 i 2n-6è el 1973), Balachov (2n el 1976, 2n-7è el 1986, 3r-4t el 1979 i 3r-5è el 1980/81), Romànixin (2n-5è el 1975, 3r-5è el 1980/1981 i 3r el 1981), Iussúpov (2n el 1979, 3r-5è el 1980/1981 i 3r-4t el 1988) i Eingorn (3r el 1984, 2n-7è el 1986, 3r-4t el 1987 i 2n-5è el 1989).

#### Victòries consecutives
Polugaevski fou primer ex æquo tres cops seguits: el 1967, 1968/1969 i 1969/1970; va guanyar el matx de desempat el 1968/1969 i va perdre el de 1969/1970.
Nou jugadors van guanyar dos campionats consecutius: Bogoliúbov (el 1924 i 1925), Botvínnik (en dues diferents sèries: el 1931 i 1933, i el 1944 i 1945), Löwenfisch (1934/1935 i 1937, un cop ex æquo), Bronstein (dos cops ex æquo: el 1948i 1949), Keres (el 1950 i 1951), Tal (el 1957 i 1958), Stein (el 1965 i 1966/67), Polugaevski (ex æquo el 1967 i 1968/1969) i Psakhis (dos cops ex æquo: el 1980/1981 i 1981).

#### Vencedors més joves
Kaspàrov fou primer ex æquo el desembre de 1981, als 18 anys i 8 mesos, sense disputa de desempat. Spasski fou primer ex æquo el 1956, als 19 anys, i perdé el torneig de desempat. Botvínnik, amb 20 anys i gairebé 3 mesos, ha estat el més jove vencedor en solitari d'una final, el novembre de 1931, seguit per Tal, amb 20 anys i una mica més de tres mesos (el febrer de 1957) i per Sokolov (el 1984), amb 21 anys. Beliavski fou primer ex æquo el 1974, als 21 anys, sense disputa de desempat.
Sokolov i Psakhis guanyaren el títol en la seva primera participació.
Kótov va acabar 2n en la seva primera participació.
Hèl·ler va ser el vencedor de més edat (als 54 anys, el 1979).

### Millors actuacions en percentatge
Botvínnik realitzà tres de les sis millors actuacions (i cinc de les 21 millors performances) i Kortxnoi, quatre de les quinze millors actuacions amb almenys quinze partides disputades.
| Millors percentatges en una final: - 88,2%, 15 / 17, +13 -0 =4 : - Bogoliúbov (el 1924) - Botvínnik (el 1945), Entre un 76 i un 80% dels punts i almenys quinze partides disputades: - 80%, 12 / 15, +9 -0 =6 : Alekhin (el 1920), - 79,4%, 13,5 / 17, +12 -2 =3, (+10) : Botvínnik (el 1931), - 78,9%, 15 / 19, +11 -0 =8 : Kortxnoi (el 1964/1965) - 78,1%, 12,5 / 16, +11 -2 =3, (+9) : Botvínnik (el 1944) - 76,5%, 13 / 17, +11 -2 =4, (+9) : Verlinski (el 1929) - 76,3%, 14,5 / 19, +10 -0 =9 : Averbakh (el 1954), - 76,2%, 16 / 21, +12 -1 =8, (+11) : Kortxnoi (el 1970), | Entre un 73 i un 74% dels punts i almenys quinze partides disputades: - 73,6%, 14 / 19, (+9) : - +12 -3 =4 : Kortxnoi (el 1960), - +11 -2 =6 : Bogoliúbov (el 1925) i Botvínnik (el 1933), - +10 -1 =8 : Keres (el 1947), Kortxnoi (el 1962) i Stein (el 1965), - 73,5%, 12,5 / 17, (+8) : - +12 -4 =1 : Freiman (2n el 1929) - +11 -3 =3 : Romanovski (2n el 1924), - +10 -2 =5 : Kaspàrov (el 1981), - +9 -1 =7 : Psakhis (el 1981), - +8 -0 =9 : Botvínnik (el 1939) i Sokolov (el 1984), - 73,3%, 11 / 15, +10 -3 =2, (+7) : Romanovski (2n el 1920), |

Millors actuacions amb menys de 14 partides disputades (1923, 1967, 1990 et 1991): 
- 10 / 12, 83,3%, +9 -1 =2 (+8): Romanovski (el 1923),
- 8,5 / 11, 77,3%, (+6): Minassian i Maguerràmov (el 1991, sistema suís),
- 10 / 13, 76,9%, (+7): Polugaevski i Tal (el 1967, sistema suís).[25]

### Fites i nombre de victòries

#### Dominació: marges més grans dels vencedors
- 3 punts d'avantatge sobre el segon (Boleslavski) i 5 punts d'avantatge sobre el tercer (Bronstein) per Mikhaïl Botvínnik el 1945,
- 2,5 punts d'avantatge sobre el segon (Romanovski) i 3,5 punts d'avantatge sobre els tercers per Iefim Bogoliúbov el 1924
- 2 punts d'avantatge sobre el segon (Rioumine) i 3,5 punts d'avantatge sobre els tercers per Bovinnik el 1931
- 2 punts d'avantatge per Botvínnik (el 1944), Viktor Kortxnoi (el 1964/1965) i Mikhaïl Tal (el 1972).
- 1,5 punts d'avantatge per Iuri Averbakh (el 1954), Kortxnoi (el 1970) i Vladímir Savon (el 1971).
- El desembre de 1981, els dos vencedors ex æquo, Kaspàrov i Lev Psakhis, acabaren amb 2,5 punts d'avantatge sobre Oleg Romànixin.
- El 1973, els sis jugadors a les dues primeres places (Spasski, Kàrpov, Kortxnoi, Kuzmin, Petrossian i Polugaevski) obtingueren 2 punts d'avantatge sobre els dos següents (K. Grigorian i I. Hèl·ler).
- El 1927, el 1952 i el 1988, els dos vencedors ex æquo, (Romanovski i Bogatyrchouk el 1927, Botvínnik i Taimànov el 1952, Kaspàrov i Kàrpov el 1988), acabaren 1,5 punts per damunt del seu seguidor immediat.
- El 1923, 1931, 1945, 1960 i el desembre de 1961, els jugadors de les dues primeres places acabaren igualment amb 1,5 punts d'avantatge sobre els següents.

#### Nombre de partides guanyades en una final
| - 13 victòries i cap derrota per - Bogoliúbov (el 1924) - Botvínnik (el 1945) - 12 victòries per - Kortxnoi (el 1960 i 1970), - Romanovski (el 1927), - Abraham Model (+12 -6 =2, 3r-4t el 1927), - S. Freiman (+12 -4 =1, 2n el 1929), - Botvínnik (el 1931) | - 11 victòries per - Botvínnik (el 1933 i 1944), - Romanovski (+11 -3 =3, 2n el 1924), - Bogoliúbov (el 1925), - Löwenfisch (+11 -4 =4, 2n el 1925), - Verlinski (el 1929), - Alatortsev (+11 -4 =4, 2n el 1933), - Taimànov (el 1952), - Tal (+11 -3 =5, 2n-3r el 1962), - Kortxnoi (invicte el 1964/1965). |

#### Invencibilitat
- Tigran Petrossian acabà invicte en sis finals (el 1954, 1955, 1958, 1959, 1969 i 1973);
- Tal vencé en tres ocasions la final sense cap derrota (el 1967, 1972 i 1978)
- Quatre jugadors acabaren dos cops invictes: 
  - Botvínnik (el 1939 i 1945),
  - Kortxnoi (el 1964/1965 i 1966/1967),
  - Iefim Hèl·ler (el 1977 i 1979)
  - Iouri Balachov (el 1979 i 1980/1981).

### Participacions

#### Nombre de participacions
Més participacions a una final:
| - 23 finals : - Taimànov (entre 1948 i 1976, 23 participacions de 29 edicions) - Hèl·ler (entre 1949 i 1985) - 20 finals : - Bronstein (entre 1944 i 1975), - Tal (19 participacions entre 1956 i 1979, i el 1991) - Polugaevski (entre 1956 i 1978, i el 1983) - 19 finals : - Smislov (entre 1940 i 1977, i el 1988) - 16 finals : - Khólmov (entre 1948 i 1972), - Petrossian (entre 1949 i 1977, i el 1983), - Kortxnoi (entre 1952 i 1973) - Balachov (entre 1969 i 1991, 2n el 1976 i 1986) - 15 finals : - Averbakh (entre 1948 i 1970) | - 14 finals : - Furman (entre 1948 i 1975, 3r el 1948), - Tukmakov (entre 1967 i 1989, 2n el 1970, 1972 i 1983) - Béliavski (entre 1973 i 1990) - 13 finals : - Keres (entre 1940 i 1965, i el 1973) - 12 finals : - Löwenfisch (entre 1920 i 1949) - Vaganian (entre 1967 i 1991). - 11 finals : - Botvínnik (entre 1927 i 1955), - Ragozin (de 1935 a 1949, el 1954 i 1956, 2n el 1937), - Boleslavski (entre 1940 i febrer de 1961, 2n el 1945 i 1947), - Spasski (de 1955 a 1963, i el 1973), - Savon (entre desembre de 1961 i 1974, i el 1991) |

Tseixkovski hi participà deu cops (entre 1967 i 1987); Stein: 9 cops (entre el febrer de 1961 i 1971); Bondarevski, 9 cops (entre 1937 i 1951, i el 1963); Kótov, 9 cops (entre 1939 i 1958); I. Rabinovitch, 9 cops (entre 1920 i 1939); Romanovski: 8 cops (entre 1920 i 1945), Kàrpov: 6 cops (entre 1970 i 1988), Psakhis, 6 cops (entre 1980/81 i 1986) i Kaspàrov, 4 cops (el 1978, 1979, 1981 i 1988).

#### Pòdiums
Més cops en el pòdium (tres primeres places):
- 11 : Tal, Petrossian i Polugaevski,
- 9 : Taïmanov i Hèl·ler,
- 8 : Kortxnoi
- 7 : Botvínnik,[20] Smislov[20] i Bronstein,
- 6 : Spasski,
- 5 : Levenfish, Stein i Beliavski
- 4 : Romanovski, Bogatyrtchouk, Keres,[20] Kàrpov, Balachov, Vaganian i Eingorn
- 3 : I. Rabinovitch, Boleslavski, Tukmakov, Romànixin, Iussúpov i Kaspàrov.

#### Participacions consecutives
- 13 finals consecutives : Taimànov (de 1951 a 1963, dos cops primer ex æquo)
- 10 finals consecutives : Spasski (de 1955 a 1963, tres cops primer, en solitari o ex æquo)
- 9 finals consecutives :
  - Kortxnoi (de 1952 a febrer de 1961, un cop primer),
  - Ragozin (de 1935 a 1949)
  - Tal (de 1971 a 1979, tres cops primer, en solitari o ex æquo)
- 6 finals consecutives :
  - Keres (de 1947 a 1952, tres títols)
  - Bronstein (de 1957 a desembre de 1961)
  - Polugaevski (de 1973 a 1978)
  - Hèl·ler (de 1975 a 1980/1981, un títol)

De 1948 a 1967, Taimànov només va faltar dos cops en una final de 20: el 1950 i el 1964/1965.
De 1952 a 1966/1967, Kortxnoi només va faltar en una final de 15 (el desembre de 1961) i aconseguí guanyar tres títols de Campió de l'URSS.
De 1967 a 1979, Tal només va faltar en una final de 13 (la de 1970) i obtingué quatre primeres places (en solitari o ex æquo).

### Nombre de participants a una final
Més participacions en una final:
- 126 : el 1967, sistema suís, 13 rondes.
- 64 : el 1991, sistema suís, 11 rondes.
- 36 : el 1929, sistema amb 4 grups de nou jugadors, i posteriorment dues semifinals de sis jugadors i una final de quatre jugadors.

Sistema lliga :
- 23 : l'octubre 1969
- 22 : el 1957, 1970, 1971 i 1972
- 21 : el 1927, desembre de 1961 i 1966/67.
- Hi hagué 20 participants en divuit edicions.[32]
- 19 participants: el 1948 i 1958.
- Hi hagué 18 participants en divuit edicions.[33]

Menys participants en una final:
- 17 : el 1944
- 16 : el 1920, 1974, 1975, 1977, 1983 i 1989
- 14 : el 1990
- 13 : el 1923.